# Simbolo (telecomunicazioni)

Uno stesso segnale digitale interpretato dal punto di vista dei simboli (Data) e poi dei bit trasmessi (Manchester) rispetto ad un segnale di riferimento (Clock). Si può notare come in questo caso ogni simbolo sia associato ad una particolare sequenza di 2 bit.

Nelle trasmissioni digitali il simbolo è la più piccola quantità significativa di informazione che può essere trasmessa su un canale di comunicazione a onde continue. Esso è dunque l'unità di segnalazione di un canale numerico. Il tasso di emissione di simboli è detto symbol rate e si misura in baud.

## Descrizione
Un simbolo è una condizione significativa del canale di comunicazione che persiste per una durata fissa e associata a una certa quantità di informazione.
Nelle telecomunicazioni, si definisce "condizione significativa" uno specifico parametro fisico del segnale scelto per rappresentare un'informazione, come ad esempio un livello di tensione o potenza elettrica, un livello di potenza ottica, una determinata fase o una specifica lunghezza d'onda o frequenza. La durata della condizione significativa è l'intervallo di tempo che intercorre tra due istanti significativi consecutivi. Il passaggio da una condizione significativa a un'altra costituisce una transizione del segnale e l'informazione può essere trasmessa durante la condizione significativa o codificata tramite la presenza o l'assenza di transizioni.
Il dispositivo trasmettitore converte l'informazione in una sequenza di simboli (condizioni significative) trasmessi a una frequenza {\displaystyle f_{s}} fissa e nota. Le condizioni significative vengono rilevate e riconosciute dai dispositivi ricevitori che traducono il segnale ricevuto nel suo equivalente logico che può essere ad esempio una cifra binaria, un carattere alfanumerico, un segno di punteggiatura o uno spazio.
A seconda delle tecniche impiegate ogni simbolo può codificare uno o più bit. 
La durata di una condizione significativa costituisce il "tempo di simbolo" {\displaystyle T_{s}} ed è definita come:
{\displaystyle T_{s}={\frac {1}{f_{s}}}}
dove {\displaystyle f_{s}} è la frequenza di simbolo. Si tratta di una grandezza misurabile per esempio con un oscilloscopio determinando su un diagramma ad occhio l'intervallo temporale che intercorre tra due transizioni (lunghezza dell'occhio).
Per esempio, una velocità di segnalazione di 1 kBd indica una trasmissione di 1000 simboli al secondo, che nel caso di un modem equivale a 1000 toni al secondo mentre nel caso di una codifica di linea indica 1000 impulsi al secondo. A questa frequenza di simbolo corrisponde un tempo di simbolo pari a 1/1000 secondi = 1 millisecondo.

## Relazione con i Bit
È importante non confondere la singola cifra binaria (bit) con l'unità di segnalazione (simbolo) e le velocità che li riguardano.
Attraverso le tecniche di modulazione digitale è possibile fare in modo che ciascun simbolo trasporti più di un bit di informazione: è proprio grazie all'evoluzione di tali tecniche che si sono raggiunte velocità di trasmissione (bit rate)  sempre più elevate nei modem su linea telefonica, associando sempre più bit a ciascun simbolo.
In tal caso, mentre la velocità di segnalazione (symbol rate) è rimasta la stessa (2400 baud) il numero di bit per simbolo è aumentato, da 4 bit/simbolo (4x2400=9600 bit/secondo) fino a 16 bit/simbolo, portando la velocità di trasmissione a 33600 bit/secondo.
La confusione nasce nel caso di modulazione binaria, la più semplice delle modulazioni numeriche, in cui ogni simbolo trasporta una sola cifra binaria, 1bit/simbolo, dunque symbol rate e bit rate acquistano lo stesso valore cioè di fatto coincidono.